# پریبیتسه
پریبیتسه (به لاتین: Přibice) یک منطقهٔ مسکونی در جمهوری چک است که در ناحیه برنو-تسوونتری واقع شده‌است. پریبیتسه ۷٫۳۹ کیلومتر مربع مساحت و ۱٬۰۶۸ نفر جمعیت دارد و ۱۸۰ متر بالاتر از سطح دریا واقع شده‌است.